# Pedro Sena Nunes
Pedro Sena Nunes (Lisboa, 18 de Maio de 1968) é um realizador, produtor, fotógrafo, professor, e consultor português.
Viajante e quatro vezes pai, trabalha actualmente como Director Artístico da Vo’Arte, onde co-programa diversos Festivais de Dança e Vídeo. 
Nos últimos 20 anos dedicou-se intensamente à área pedagógica, dirigindo laboratórios dedicados à criação e à experimentação, tanto documental, como ficcional, em Lisboa e no Porto. É Doutorando em Artes (Artes Performativas e da Imagem em Movimento).

## Carreira
Terminou o Curso de Cinema em 1992 na Escola Superior de Teatro e Cinema, depois de frequentar Engenharia de Máquinas no Instituto Superior de Engenharia de Lisboa em 1989. Co-fundou a Companhia Teatro Meridional, na qual é responsável pela área audiovisual. 
Entre Barcelona, Lyon, Sitges, Budapeste, Lisboa e Florença participou em cursos e workshops de cinema, fotografia, vídeo, teatro e escrita criativa. Realizou documentários, ficções e trabalhos experimentais em cinema e vídeo e produziu mais de 100 spots publicitários para a televisão e rádio. Foi bolseiro de várias instituições – Fundação Calouste Gulbenkian, Universidade de Ciências de Lisboa, Pépenières, Visions.
Colabora regularmente com coreógrafos, encenadores, artistas plásticos, actores, designers, escritores, músicos e arquitectos. Tem sido convidado para participar em conferências nacionais e internacionais. Foi júri em concursos e festivais de fotografia, teatro, design, dança e cinema, destaque para Instituto Cinema e Audiovisual (ICA). Foi fundador do Teatro Meridional, Avanti.pt, Apordoc e Associação Portuguesa de Realizadores e é Director Artístico da Associação Vo’Arte e consultor de outras associações e projectos artísticos pontuais.

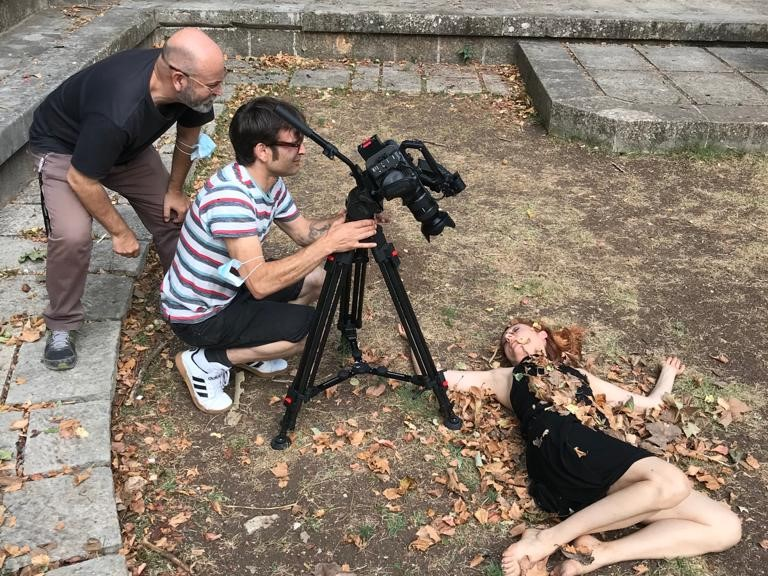
Gravação da Curta Metragem "Sublime Enfado", realizada por Pedro Sena Nunes

Co-criou vários projectos transdisciplinares com a coreógrafa Ana Rita Barata, destaque para Devaneios Flutuantes – Carlos Paredes, Cidade Nua, Corpo Todo e Arquivar.
Nos últimos 20 anos tem-se dedicado simultaneamente à área da pedagogia, criando e dirigindo laboratórios dedicados à criação e à experimentação, tanto documental, como ficcional. Foi professor convidado da Escola Superior de Teatro e Cinema (ESCT), Fórum Dança, Instituto Piaget, Escola Ana Wilson, Glasgow Film and Vídeo Workshop (GFVW), Centro Em Movimento (C.E.M.) e ETIC (Escola Técnica de Imagem e Comunicação). Destaque para a sua colaboração, como consultor, na reforma do ensino artístico com o Ministério da Educação.
Na ETIC, para além de formador e coordenador de projectos, assumiu a responsabilidade pela Área de Imagem e Som, ensino profissional e técnico, desenhando cursos e criando projectos pedagógicos e artísticos numa dimensão autoral. Foi Director Criativo da ETIC.
No seu extenso currículo, Pedro Sena Nunes conta com vários prémios e distinções nas áreas de fotografia, vídeo e cinema.

## Filmografia

Fotograma de Curta-Metragem "Nunca Mais te Livras de Mim" realizada por Pedro Sena Nunes

Fotografia do fotógrafo José Fontes, inserida na Curta Metragem "Qualquer Coisa de Belo" realizada por Pedro Sena Nunes

| Ano  | Filmes de Ficção             |
| ---- | ---------------------------- |
| 2004 | Cacilheiros-Alerta           |
| 2001 | Fragmentos do Esquecimento   |
| 1999 | Nómadas Urbanos              |
| 1996 | Lobo Mau                     |
| 1996 | Filhos da Mãe                |
| 1996 | Contrabaixo                  |
| 1994 | Elétricos                    |
| 1992 | Nunca Mais te Livras de Mim  |
| 1989 | As imagens de Peter Robinson |

| Ano  | Filmes Experimentais                  |
| ---- | ------------------------------------- |
| 2023 | Fissura                               |
| 2022 | Paroxismo                             |
| 2022 | Fruta Tocada por Falta de Jardineiro  |
| 2021 | Sublime Enfado                        |
| 2021 | Pequena Desordem Silenciosa           |
| 2021 | Nós Somos Godot                       |
| 2019 | FO[U]R VOID                           |
| 2015 | Radiobaby                             |
| 2014 | Degustação Visual                     |
| 2011 | Forças Invisíveis                     |
| 2010 | Hope                                  |
| 2009 | Mergulho                              |
| 2009 | Fragmentunm Natura                    |
| 2008 | Labirinto                             |
| 2008 | Aparição                              |
| 2007 | Eficiências                           |
| 2005 | Memórias em Super 8                   |
| 2003 | 2Lux                                  |
| 2002 | Palavras sem Rosto                    |
| 2002 | 2menface                              |
| 2001 | Homens Suspensos                      |
| 1999 | Nómadas Urbanos                       |
| 1999 | 25 do 4 em 99                         |
| 1998 | Devaneios Flutuantes - Carlos Paredes |
| 1998 | As palavras derretem-se na água       |
| 1993 | Efémeros Sentidos                     |

| Ano  | Documentários                         |
| ---- | ------------------------------------- |
| 2021 | Geração Soma                          |
| 2018 | Quatro Estações e Outono              |
| 2017 | Qualquer Coisa de Belo                |
| 2015 | Opus Tutti_Frutificar                 |
| 2014 | 2 and 2 are Four                      |
| 2014 | Opus Tutti_Crescer                    |
| 2013 | Opus Tutti_Enraizar                   |
| 2012 | Opus Tutti_Germinar                   |
| 2011 | pt.es                                 |
| 2011 | Boccia                                |
| 2010 | Há Tourada na Aldeia                  |
| 2010 | Ícaro                                 |
| 2009 | A Evolução de Darwin                  |
| 2008 | Imagens com Gente lá Dentro           |
| 2008 | Herdade do Meio                       |
| 2008 | Corpo Todo                            |
| 2006 | Elogio ao 1/2                         |
| 2005 | Da Pele à Pedra                       |
| 2003 | Histórias Perdidas                    |
| 2003 | A Morte do Cinema                     |
| 2002 | CIRCO! de Rui Ribeiro                 |
| 2001 | Bebé Babá                             |
| 2000 | Lugar à Dança                         |
| 2000 | Oficinas de Teatro                    |
| 1999 | Entraste no Jogo, Tens de Jogar       |
| 1998 | Tempo de Cante, Vinho e Paixão        |
| 1998 | Devaneios Flutuantes - Carlos Paredes |
| 1997 | Impressões do 3º dia em Glasgow       |
| 1997 | Fragments Between Time and Angels     |
| 1995 | Margens                               |
| 1993 | Materialidade Teatral                 |

| Ano  | Vídeo-danças                  |
| ---- | ----------------------------- |
| 2022 | Paroxismo                     |
| 2021 | Sublime Enfado                |
| 2019 | FO[U]R VOID                   |
| 2018 | Poti Pati                     |
| 2017 | Running Man                   |
| 2015 | Radiobaby                     |
| 2009 | Mergulho                      |
| 2002 | 2menface                      |
| 1998 | Não Sei o Suficiente Sobre Ti |
| 1997 | Prisão Aprazível              |

| Ano  | Vídeo-Arte                              |
| ---- | --------------------------------------- |
| 2022 | Paroxismo                               |
| 2019 | FO[U]R VOID                             |
| 2015 | Radiobaby                               |
| 2009 | Mergulho                                |
| 2008 | Ladrões de Deus (Instalação/Vídeo-Arte) |

## Premiações e Exibições

Fotograma de "Paroxismo", Curta Metragem realizada por Pedro Sena Nunes

| Ano  | Festival                         | País     | Categoria                              | Notas           |
| ---- | -------------------------------- | -------- | -------------------------------------- | --------------- |
| 2022 | Fantasporto                      | Portugal | Melhor FIlme - Prémio Cinema Português | Menção Honronsa |
| 2022 | Vesuvius International Film Fest | Itália   | Video-Poetry                           | Vencedor        |

| Ano  | Festival                                   | País        | Categoria                                                              | Notas    |
| ---- | ------------------------------------------ | ----------- | ---------------------------------------------------------------------- | -------- |
| 2023 | 10th Pambujan International Film Festival  | Filipinas   | Short Film (Experimental)                                              | Vencedor |
| 2022 | Make Art Not Fear                          | Portugal    | Best Poetry Short                                                      | Indicado |
| 2021 | FESTin                                     | Portugal    | Competição de Curtas-Metragens                                         | Indicado |
| 2021 | Entre Olhares - Mostra de Cinema Português | Portugal    | Caminhos Alternativos                                                  | -        |
| 2021 | Bogota Experimental Festival               | Colombia    | Experimental Audiovisual Artworks - International (Non-Latin American) | Indicado |
| 2021 | ZEBRA Poetry Film Festival                 | Alemanha    | Poetry Film                                                            | Indicado |
| 2021 | 3in1 Film Fest                             | Portugal    | Curtas de Documentário                                                 | Indicado |
| 2021 | Lift-Off Online Sessions                   | Reino Unido | Short Films                                                            | Indicado |
| 2021 | Fantasporto                                | Portugal    | Cinema Português - Curtas Metragens                                    | Indicado |
| 2021 | Dumbo Film Festival                        | EUA         | Experimental                                                           | Indicado |

| Ano  | Festival                                                     | País       | Categoria              | Notas    |
| ---- | ------------------------------------------------------------ | ---------- | ---------------------- | -------- |
| 2022 | Burnt Video Art and Experimental Film Festival               | Canada     | Experimental Video Art | Indicado |
| 2021 | Kosice International Film Festival                           | Eslováquia | Experimental           | Indicado |
| 2021 | Vesuvius International Film Fest                             | Itália     | Short Dance Film       | Indicado |
| 2021 | New Cinema - Lisbon Monthly Film Festival                    | Portugal   | Melhor Filme Português | Indicado |
| 2021 | Mostra Internacional de Videodança de São Carlos             | Brasil     | Vídeo-dança            | -        |
| 2021 | ART \| International Festival dedicated to the World of Arts | Itália     | Vídeo-dança            | Indicado |
| 2020 | 3in1 Film Fest                                               | Portugal   | Curtas Ficção          | Indicado |

| Ano  | Festival                                   | País        | Categoria                           | Notas    |
| ---- | ------------------------------------------ | ----------- | ----------------------------------- | -------- |
| 2022 | Bradoc Festival                            | Brasil      | Melhor Cinematografia               | Vencedor |
| 2021 | V.i.Z. Film Fest                           | Online      | Best Short Documentary              | Indicado |
| 2021 | New Cinema - Lisbon Monthly Film Festival  | Portugal    | Melhor Filme Português              | Vencedor |
| 2019 | Entre Olhares - Mostra de Cinema Português | Portugal    | Curtas Documentais                  | Indicado |
| 2018 | Fastminds Neurodiversity Arts Festival     | Reino Unido | Documentary                         | Indicado |
| 2017 | Caminhos Film Festival                     | Portugal    | Selecção Caminhos - Documentários   | Indicado |
| 2017 | Fantasporto                                | Portugal    | Cinema Português - Curtas Metragens | Indicado |

| Ano  | Festival                                             | País     | Categoria                                                    | Notas    |
| ---- | ---------------------------------------------------- | -------- | ------------------------------------------------------------ | -------- |
| 2019 | Dadasaheb Phalke International Film Festival 2022    | Índia    | Best Short Film                                              | Indicado |
| 2018 | Roots of Europe International Film Festival          | Espanha  | Shorts Films                                                 | Vencedor |
| 2017 | Olhar de Cinema - Festival Internacional de Curitiba | Brasil   | Novos Olhares                                                | -        |
| 2017 | Quinzena de Dança de Almada                          | Portugal | Mostra de Vídeo-dança                                        | -        |
| 2017 | Danube - The River of Europe                         | Bulgaria | Shorts Films                                                 | Indicado |
| 2017 | FIBABC - Ibero-American Festival of Short films ABC  | Espanha  | Shorts Films                                                 | Indicado |
| 2017 | Regalbuto                                            | Itália   | Shorts Films                                                 | Indicado |
| 2017 | Festival de Cerveira                                 | Portugal | Curtas-Metragens                                             | Indicado |
| 2017 | Cortometrajes Cine a la Calle                        | Colombia | International Shorts Films                                   | Indicado |
| 2017 | Festival Silêncio                                    | Portugal | Isto não é um Filme é um Poema - Mostra Competitiva Nacional | Indicado |
| 2017 | C(H)ORTA - Festival de Curtas                        | Portugal | Curtas-Metragens                                             | Indicado |

| Filme                                        | Ano  | Festival                                                   | País     | Prémio                            |
| -------------------------------------------- | ---- | ---------------------------------------------------------- | -------- | --------------------------------- |
| pt.es (2011)                                 | 2012 | Festival Cine Las Américas                                 | EUA      | Menção Honrosa do Júri            |
| pt.es (2011)                                 | 2012 | Arouca Film Festival                                       | Portugal | Prémio Melhor Documentário        |
| Mergulho (2009)                              | 2011 | Festival Multimédia de Ovar                                | Portugal | Prémio Categoria C                |
| Hope (2010)                                  | 2011 | Fantasporto                                                | Portugal | 1º Prémio Festival                |
| Devaneios Flutuantes - Carlos Paredes (1998) | 2000 | Festival Videocor                                          | Portugal | Prémio de Melhor Documentário     |
| Entraste no jogo, tens de jogar (1999)       | 1999 | X Encontros Cinema Documental                              | Portugal | Prémio do público                 |
| Entraste no jogo, tens de jogar (1999)       | 1999 | Festival Videolisboa                                       | Portugal | Prémio Nacional                   |
| As palavras derretem-se na água (1998)       | 1998 | Festival de Video de Ovar                                  | Portugal | 1º Prémio Festival                |
| Fragments Between Time and Angels (1997)     | 1998 | Video Festival de Viana do Castelo                         | Portugal | 1º Prémio Festival                |
| Fragments Between Time and Angels (1997)     | 1997 | Festival Internacional de Seia                             | Portugal | 1º Prémio Festival                |
| Margens (1995)                               | 1999 | International Documentary Week                             | Chile    | Menção Especial do Júri           |
| Margens (1995)                               | 1996 | Bienal de Jovens Criadores da Europa e do Mediterrâneo     | Vários   | Melhor Filme Português            |
| Margens (1995)                               | 1996 | Curtas de Vila do Conde                                    | Portugal | Jovem Realizador                  |
| Margens (1995)                               | 1996 | Curtas de Vila do Conde                                    | Portugal | Melhor Filme Nacional             |
| Margens (1995)                               | 1996 | Festival de Curtas do Algarve                              | Portugal | Melhor Filme Documental           |
| Margens (1995)                               | 1996 | Potsdam International Documentary Fest                     | Alemanha | Melhor Documentário Internacional |
| Margens (1995)                               | 1995 | Encontros Internacionais de Cinema Documental da Malaposta | Portugal | Melhor Documentário               |
| Margens (1995)                               | 1995 | Encontros Internacionais de Cinema Documental da Malaposta | Portugal | Melhor Documentário Português     |
| Eléctricos (1994)                            | 1995 | Festival International da Kelibia                          | Tunísia  | Melhor Ficção                     |
| Eléctricos (1994)                            | 1995 | Festival Internacional de Cinema do Algarve                | Portugal | Prémio do público                 |
| Efémeros Sentidos (1993)                     | 1995 | Bienal de Jovens Criadores                                 | Croácia  | 1º Prémio Festival                |